# Józef Janoszek
Józef Janoszek (ur. 23 lutego 1930 w Żywcu, zm. 6 stycznia 2023) – polski działacz społeczny, w latach 1987–2007 prezes Towarzystwa Miłośników Ziemi Żywieckiej. 

## Życiorys
Kierownik Przedsiębiorstwa Transportu Handlu Wewnętrznego, wiceprzewodniczący Miejskiej Rady Narodowej w Żywcu, członek Stronnictwa Demokratycznego, działacz Polskiego Komitetu Pomocy Społecznej, przewodniczący Samorządu Mieszkańców na osiedlu XX-lecia w Żywcu, przewodniczący Społecznego Komitetu Odbudowy Pałacu i Parku Habsburgów w Żywcu oraz przewodniczący Komitetu Odbudowy Pomnika Grunwaldzkiego w Żywcu. W latach 1987–2007 pełnił funkcję prezesa Towarzystwa Miłośników Ziemi Żywieckiej, później został jego prezesem honorowym.
Odznaczony medalem „Za zasługi dla Miasta Żywca”, Krzyżem Kawalerskim Orderu Odrodzenia Polski i Krzyżem Oficerskim Orderu Odrodzenia Polski. Wpisany do „Złotej Księgi Miasta Żywca”.
Zmarł 6 stycznia 2023, w wieku 92 lat. Uroczystości pogrzebowe odbyły się 14 stycznia 2023 w kościele Przemienienia Pańskiego w Żywcu.